# Александровка (Иловлинский район)
Александровка — село в Иловлинском районе Волгоградской области, административный центр Александровского сельского поселения. Основано в 1770 году.
Население — 855 (2010).

## История
Согласно Историко-географическому словарю Саратовской губернии, составленному в 1898—1902 годах, Александровка, также Илюшевка — волостное село, слобода Александровской волости Царицынского уезда Саратовской губернии. Основано в 1770 году. В 1825 году построена церковь. Слобода заселена русскими и малороссами, бывшими крепостными крестьянами помещиков Скибиневских. Земельный надел — 11189,25 десятин земли. В 1891 году в слободе имелись волостное правление (с 1874 года), урядник (с 1879 года), фельдшер (с 1870 года), земская лечебница, земская школа, торговые лавки и винный склад. В 1892 году — вспышка холеры.
В 1919 году в составе Царицынского уезда включено в состав Царицынской губернии. В 1928 году Александровка включена в состав Иловлинского района Сталинградского округа (округ ликвидирован в 1930 году) Нижневолжского края (с 1934 года — Сталинградский край). Село являлось центром Александровского сельсовета. В 1935 году Александровский сельсовет передан в состав Солодчинского района Сталинградского края (с 1936 года — Сталинградской области, с 1961 года — Волгоградская область). В 1963 году Солодчинский район был упразднён, Александровский сельсовет передан в состав Фроловского района. В 1965 году село передано в состав Иловлинского района.

## Общая физико-географическая характеристика
Село расположено в степи, на левом берегу реки Иловля, при устье реки Кардашиха, в пределах Приволжской возвышенности, являющейся частью Восточно-Европейской равнине. На противоположном берегу Иловли сохранились островки пойменного леса. Центр села расположен на высоте около 80 метров над уровнем моря. Почвы — каштановые солонцеватые и солончаковые. в пойме Иловли — пойменные засоленные.
Близ села проходит региональная автодорога Камышин - Иловля. По автомобильным дорогам расстояние до областного центра города Волгограда составляет 120 км, до районного центра посёлка Иловля — 45 км. Близ села расположена железнодорожная станция  Солодча ветки Саратов - Колоцкий Приволжской железной дороги расположена в 6,6 км к западу от села.
Климат
Климат умеренный континентальный (согласно классификации климатов Кёппена - Dfa). Температура воздуха имеет резко выраженный годовой ход. Среднегодовая температура положительная и составляет + 7,6 °С, средняя температура января -8,5 °С, июля +23,4 °С. Расчётная многолетняя норма осадков — 396 мм, наибольшее количество осадков выпадает в июне (45 мм), наименьшее в марте (по 22 мм).
Часовой пояс
Александровка, как и вся Волгоградская область, находится в часовой зоне МСК (московское время). Смещение применяемого времени относительно UTC составляет +3:00.

## Население
Динамика численности населения по годам:
| 1858 | 1883 | 1891 | 1894 | 1897 | 1911 | 1987  |
| ---- | ---- | ---- | ---- | ---- | ---- | ----- |
| 701  | 1302 | 1162 | 1351 | 1450 | 1645 | ≈ 810 |

| 2010 |
| ---- |
| 855  |